# Žarko Paspalj
Žarko Paspalj, cyr. Жарко Паспаљ (ur. 27 marca 1966 w Pljevlji) – czarnogórski koszykarz, reprezentant Jugosławii.

## Historia
Žarko Paspalj swoją karierę rozpoczął w 1982 roku, kiedy mając 16 lat po raz pierwszy pojawił się na treningu Budućnostu Podgorica. Tam z miejsca okrzyknięto go wielkim talentem wraz z dwójką kolegów – Zdravko Raduloviciem i Luką Pavićeviciem.
Tak rozpoczęła się wielka kariera tego koszykarza, który już cztery lata później trafił do Partizanu Belgrad, gdzie spotkał się z Vlade Divacem, Aleksandarem Đorđeviciem i Željko Obradoviciem. Sukcesy przyszły od razu – w 1987 roku Partizan zdobył mistrzostwo Jugosławii, pokonując Crveną Zvezdę Belgrad. Dobra gra w rozgrywkach ligowych spowodowała, że Paspalj dostał powołanie na Eurobasket w Atenach w 1987 roku, gdzie reprezentacja Jugosławii wywalczyła brązowy medal. Rok później Paspalj pojechał na igrzyska olimpijskie do Seulu. Tam zdobył srebrny medal.
W 1989 roku Paspalj na tyle zachwycał grą, że stał się jednym z pierwszych europejskich koszykarzy, który trafił do NBA, nie biorąc udziału w drafcie – podpisał kontrakt z San Antonio Spurs. Jugosłowiański skrzydłowy jednak w Ameryce nie zachwycił, mimo że asystent trenera Ostróg Gregg Popovich robił, co mógł – przez pewien okres Paspalj nawet mieszkał u niego.
W NBA zagrał tylko w 28 meczach, rzucając 72 punkty w ciągu 181 minut gry (średnio 2,6 pkt w 6½ min.). Zdaniem pierwszego szkoleniowca Larry’ego Browna z własnej winy, gdyż był zawodnikiem, grającym tylko w ofensywie, nieangażującym się w obronie. Zdaniem Browna problem wynikał także z tego, że Paspalj często jadł w Pizzy Hut i palił papierosy. Nie mniej jednak kibice Paspalja uwielbiali, czego dowodem jest fakt, że często intonowali piosenkę pod tytułem „The Mark of Zarko”, śpiewaną pod melodię „The Mark of Zorro”. Jednak na trzy dni przed rozpoczęciem playoffów Brown zdecydował się wymienić go na Mike’a Mitchella, co definitywnie zakończyło jego karierę w NBA.
Po powrocie do Europy Paspalj wrócił także do swojej wielkiej formy sprzed transferu do San Antonio Spurs. W 1994 roku z Panathinaikosem Ateny zwyciężył w Eurolidze, zostając wybrany także MVP Final Four. Karierę zakończył w 1998 roku, grając w Kinderze Bolonia.

## Osiągnięcia

### Indywidualne
- najlepszy strzelec ligi greckiej w 1992 roku[3]
- MVP Final Four Euroligi w 1994 roku
- uczestnik FIBA All-Star Game (1991)

### Klubowe
- Mistrz[3]:
  - Jugosławii z KK Partizanem (1987, 1989)
  - Grecji z Olympiakosem (1993, 1994)
  - Francji z Racingiem Paryż (1997)
- Wicemistrz[3]:
  - Euroligi (1994)
  - Jugosławii (1988, 1991)
  - Grecji (1992, 1993, 1995)
- 3. miejsce w Final Four Euroligi (1988, 1995)[3]
- Zdobywca Pucharu[3]:
  - Koracia (1989)
  - Jugosławii (1989)
  - Grecji (1994, 1998)

### Reprezentacja
Seniorów
- 1987 brązowy medalista mistrzostw Europy z Grecji[3]
- 1988 srebrny medalista olimpijski z Seulu[3]
- 1989 mistrz Europy z Jugosławii[3]
- 1990 mistrz świata z Argentyny[3]
- 1991 mistrz Europy z Włoch[3]
- 1995 mistrz Europy z Grecji
- 1996 srebrny medalista olimpijski z Atlanty[3]

Młodzieżowe
- Mistrz Europy U–16 (1983)[3]
- brązowy medalista mistrzostw Europy U–18 (1984)